# 渋谷樹生
渋谷 樹生（しぶや いつき、2000年12月21日 - ）は、日本の俳優である。
キューブ所属。東京都出身。身長162cm。体重52kg。血液型O型。双子の兄は元俳優の渋谷龍生。

## 出演

### 映画
- タッチ（2005年、東宝）上杉和也（幼少期）役
- わらわれもしない（2011年）関口哲二 役
- 仮面ライダー×仮面ライダー ウィザード&フォーゼ MOVIE大戦アルティメイタム（2012年、東映）幼い三郎 役

### テレビドラマ
- 離婚同居第2話（2010年5月25日、NHK総合）健太の仲間 役
- サザエさん3（2011年1月2日、フジテレビ）少年波平 役
- ハガネの女 season2第8話、第9話（2011年4月21日 - 6月16日、テレビ朝日）渋谷隆介 役
- 連続テレビ小説 おひさま（2011年6月- 、NHK）クラスメイト 役
- マメシバ一郎（2011年10月2日 - 12月18日、テレビ埼玉）鮫島勝也 役
- ステップファザー・ステップ（2012年1月9日 - 3月19日、TBS）宗野哲 役[1]
- 獣電戦隊キョウリュウジャー（2013年2月17日 - 、テレビ朝日）幼少期のダイゴ 役
- 先に生まれただけの僕（2017年10月14日 - 12月16日、日本テレビ） - 重松風士 役

### バラエティ
- フジ算 オードリーのファン感謝デー（2010年、フジテレビ）双子 役
- 激変!ミラクルチェンジ（2010年、TBS）
- ザ!世界仰天ニュース モンスターペアレント編（2010年5月26日、日本テレビ）
- ディズニータイム 夏休みSP（テレビ東京）
- さかさまTV 〜レゴスタ〜（テレビ東京）
- 魔女たちの22時 広海・深海編（2011年1月25日、日本テレビ）
- 天才!志村どうぶつ園（2011年3月19日、日本テレビ）竹次郎 役
- おはスタ レゴスタ（2012年1月 - 、テレビ東京）

### 音楽番組
- ミュージックステーション 3時間SP（2010年10月、テレビ朝日）

### CM
- パナソニック
- インフォマーシャル「レゴスタ」
- 東京メトロ TOKYO HEART
- カシオ計算機　デジカメ『FC100』
- 栄光ゼミナール
- 花王ボディシャンプー

### 舞台
- 「ジャンヌ・ダルク」幻影の少年役（2014年）
- ハロー・ミュージカル!プロジェクトPRESENTS ミュージカル「王様と私」（2014年）

### WEB
- 日産自動車 日産セレナ こどもみらい貯金箱キャンペーン